# Ferreira Louis Marius

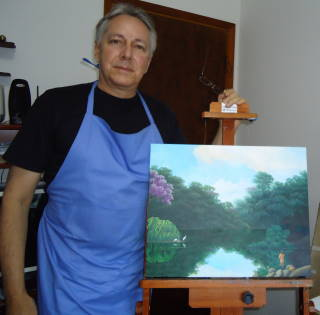
Louis Marius Amorim Ferreira de Moraes

Louis Marius Amorim Ferreira de Moraes (Santos, 13 de março de 1953), é um pintor moderno brasileiro, adepto da arte naïf. Iniciou sua carreira artística em 1979 e atualmente vive e desenvolve seu trabalho em [Peruíbe ]],  sul de São Paulo.

## Biografia
As telas de Louis retratam as imagens paradisíacas da Mata Atlântica, suas aves, seus mananciais e seus nativos. Seu trabalho prima por retratar a verdade revelada a cada dia nessa região, mais precisamente na Estação Ecológica da Juréia-Itatins. Desde jovem, além da pintura, despertou interesse também pela música, influenciado pelo avô que era maestro e pianista. Sua mãe também é pianista e o incentivava a se interessar por arte. Louis, que viveu parte de sua infância com os avós, brincava com as sobras de telas e tintas que sua avó, que fazia pintura em porcelana e criava pequenos quadros, lhe ofertava.
A adolescência, viveu com os pais em São Vicente - litoral de São Paulo - e gostava de frequentar uma vila de pescadores da região chamada, Guamium. Passava grande parte do tempo nessa comunidade, e com os pescadores, muitos deles caiçaras, aprendeu a fazer pirogas, redes, canoas artesanais e foi aprendendo suas técnicas de pesca. Acabou se tornando pescador profissional.
Enquanto extraía prazer com tais atividades e ganhava a vida desta forma, Ferreira nunca deixou de desenhar. Riscava e pintava cenas daquele cotidiano, das paisagens de beira-mar, de bares, barcos e portos, usava o que tinha em mãos; carvão, giz de cera, lápis de cor ou sobras de tinta usadas na pintura dos barcos.
Mais tarde, quando a pesca se tornou inviável em virtude da degradação ambiental, foi trabalhar no Porto de Santos e foi aí que percebeu que os turistas se interessavam por quadros com os motivos que ele retratava, e passou então a pintar pequenas telas com tinta acrílica, para vender. Entre 1989 e 1990 já vendia suas obras na Praça da República, em São Paulo, na tradicional feira de arte paulistana. Na década de 1990 passou a expor seus trabalhos na galeria Jacques Ardies em São Paulo. O reconhecimento foi imediato. Vendeu todos os quadros em sua 1ª exposição individual e passou a exportar para a França e Estados Unidos.

## Exposições e premiações
Exposições individuais
- - 1990 - Secretaria de Cultura – Espaço Fernando Arriguci – São João da Boa Vista – SP
  - 1991 - Associação dos Médicos de Santos – Espaço Cultural Santos – SP
  - 1994 - Galeria Jacques Ardies – SP
  - 1997 - Galeria Jacques Ardies – SP
  - 2004 - Galeria Jacques Ardies – SP
  - 2006 - Galerie Jacqueline Bricard – Lourmarin – França
  - 2007 - Galeria Um Lugar ao Sol – Curitiba – PR
  - 2011 - Galeria 1001 Noites  - Curitiba - Brasil

Exposições coletivas
- 1979 - Lock Heaven – Art Gallery – EUA
  - 1980 - Expofarps – Santos – SP
  - 1991 - Acap – Águas da Prata – SP
  - 1992 - Bienal de Arte Naïf – Mostra Internacional/Sesc SP
    - Concours International d’art Naïf – Galerie - Jeanine Blais – Canadá
    - Selecionado entre os trinta melhores pintores pelo Musée de la Civilization – Quebec

  - 1994/99 - Expo de Arte Contemporânea – Chapel Art Show
  - 1995 - 24º Concours International de peinture primitive moderne Galerie Pro Arte, Kasper Morges-Suiça
  - 1996 - 3º Concours International d’art Naïf – Galeria Jeanine Blais Quebec – Canadá
  - 1999 - Hommage aux Maitres Naïfs Brésiliens – Musée d’art Naïf – Beraut – France
    - Salon d’Art Naïf – France/Brasil – Mairie Du 9éme arrdt. – Marseille – France

  - 2000 - Artistas Naïfs Brasileiros – Espace Le Corbusier – Embaix. de França em Brasília-DF
  - 2001 - Alegria das Cores – Galeria Jacques Ardies – SP (Ilustração do calendário da Basf)
  - 2005 - The Naïf World – Gina Gallery of International Naive Art – Tel Aviv-Israel
  - 2008 - Rites of Spring (abertura da Gina Gallery of International Naïve Art em Nova York, EUA
    - Blooms of Spring – Gina Gallery of International Naïve Arte, Tel Aviv-Israel

  - 2009 - Allarts Gallery    -   Lisboa   - Portugal
    - Gina Gallery   -   Naivism: Harvest of Color  EUA
    - Gina Gallery      -   Love is in the air         EUA

  - 2010 - Club Transatlantico - Brasil
  - 2010 - Galerie Orsel -  novembre, Paris , France
  - 2011 - "Que artista sou eu" UNESP - Chapel Art Show 2011  SP - Brasil
    - The naiv word of today - Gina Gallery - Israel

  - 2012 - "South America-Light and Collor"   Allarts Gallery  - Lisboa Portugal
  - 2014 - MACC Museu de Arte Contemporânea de Caraguatatuba-SP - Brasil
    - - Naivism summer 2014 Gina Gallery - Tel Aviv - Israel
    - - Kitchener-Waterloo Art Gallery - Canada - may/setember/2014  Selections from Joey and Toby Tanenbaum Collection
    - - Gina  Gallery -Mundos diferentes- Naifs do Brasil e Europa Oriental maio/2014

  - 2015 - Around the Naïve World in 80 Days - Gina Gallery - Israel 
  - 2016 - Gina Gallery -Sinfonia das cores- Naifs do Brasil e Argentina  março/2016 
  - 2016 - Naïvism Summer Celebration - Gina Gallery  
  - 2017 - "Spring in the air" The naïvs of Brazil and Argentina -Gina Gallery , Tel Aviv - Israel
  - 2018 - Contrasting Similarities: The Naïve Art of Brazil and Argentina - Gina Gallery, Tel Aviv - Israel
  - 2019 - Majestic Simplicity - The Naïve Art of Argentina and Brazil - Gina Gallery, Tel Aviv - Israel

Bienal de Bratislava 2022 - ESLOVÁQUIA 
Premiações
- - 1980 - Menção honrosa em gravura – Expofarps – Santos – SP
  - 1991 - Primeiro lugar no prêmio aquisição/divulgação; Mutirão do Folclore – Prefeitura Municipal de Santos – SP
  - 1997 - Primeiro lugar no prêmio do júri – Chapel Art Show – São Paulo, SP
    - Primeiro lugar no prêmio do público – Chapel Art Show – São Paulo, SP

2022 Bienal de Bratislava 